# Juri Iwanowitsch Drosdow

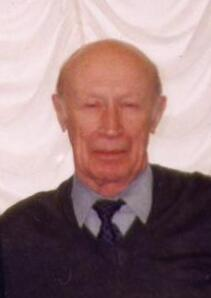
General Yuri Drozdov (1998)

Juri Iwanowitsch Drosdow (russisch Юрий Иванович Дроздов; * 19. September 1925 in Minsk; † 21. Juni 2017 in Moskau) war ein sowjetischer Nachrichtendienstler.
Er leitete von 1979 bis 1991 die Verwaltung S der Auslandsaufklärung des KGB, welche für illegale Agenten zuständig war.